# Єловка (Кожевниковський район)
Єло́вка (рос. Еловка) — присілок у складі Кожевниковського району Томської області, Росія. Входить до складу Вороновського сільського поселення.

## Населення
Населення — 249 осіб (2010; 375 у 2002).
Національний склад (станом на 2002 рік):
- росіяни — 88 %